# Nokia C21
Nokia C21 та Nokia C21 Plus — смартфони початкового рівня, розроблені компанією HMD Global під брендом Nokia. Були представлені 28 лютого 2022 року на MWC 2022.

## Дизайн
Екран виконаний зі скла. Корпус виконаний з пластику з хвилястою фактурою.
Ззовні Nokia C21 є ідентичним до свого попередника Nokia C20 за виключенням сканера відбитків пальців на задній панелі та відсутності LED спалаху на передній частині. Nokia C21 Plus є ззовні схожим на Nokia G11 та Nokia G21.
Знизу знаходяться роз'єм microUSB та мікрофон. Зверху розташований 3.5 мм аудіороз'єм. З правого боку розміщені кнопки регулювання гучності та кнопка блокування смартфона. В C21 Plus слот для залежно від версії слоту під 1 SIM-картку і карту пам'яті формату microSD до 256 ГБ або під 2 SIM-картки і карту пам'яті формату microSD до 256 ГБ розташований з лівого боку, а в C21 — під знімною панеллю. Ззаду в обох моделей розміщені динамік з точкою, що випирає, аби у лежачому положенні динамік не перекривався, логотип «NOKIA», сканер відбитків пальців і круглий блок камери з LED спалахом у C21 та Прямокутний блок подвійної камери з LED спалахом у C21 Plus. Спереду, на відміну від C21 Plus, C21 має більші рамки навколо дисплею.
Nokia C21 продається в темно-синьому та Теплому сірому кольорах.
Nokia C21 Plus продається в темно-ціановому та Теплому сірому кольорах.

## Технічні характеристики

### Платформа
Смартфони, як і попередники, отримали процесор Unisoc SC9863A та графічний процесор IMG8322.

### Батарея
Nokia C21 отримав батарею об'ємом 3000 мА·год, а C21 Plus на вибір або 4000 мА·год або 5050 мА·год. Також у C21 є можливість самостійної заміни батареї.

### Камера
Nokia C21 отримав основну камеру на 8 Мп зі здатністю запису відео в роздільній здатності 720p@30fps.
Nokia C21 Plus отримав основну подвійну камеру 13 Мп (ширококутний) з автофокусом + 2 Мп, f/2.4 (сенсор глибини) зі здатністю запису відео в роздільній здатності 1080p@30fps.
Обидві моделі отримали фронтальна камеру 5 Мп, f/2.2 зі здатнсістю запису відео в роздільній здатності 720p@30fps.

### Екран
Екран IPS LCD, 6.52", HD+ (1600 × 720) зі співвідношенням сторін 20:9, щільністю пікселів 269 ppi та краплеподібним вирізом під фронтальну камеру.

### Пам'ять
Nokia C21 продається в комплектаціях 2/32, 3/32 та 3/64 ГБ.
Nokia C21 Plus продається в комплектаціях 2/32, 3/32, 3/64 та 4/64 ГБ.

### Програмне забезпечення
Смартфони були випущені на Android 11 (Go Edition).